# Al-Nasr Dubaj
Al-Nasr Sports Club (arab.: النصر) – klub piłkarski ze Zjednoczonych Emiratów Arabskich z siedzibą w Dubaju.

## Historia
Klub Al-Nasr Sports Club założony został w 1945 i jest uważany za pierwszy i najstarszy klub w ZEA. Nazwa oznacza Zwycięstwo. W 1974 roku klub zadebiutował w UAE Football League i występuje w niej do chwili obecnej. Najlepszy okres w historii klubu przypada na lata 70. i 80., kiedy to Al-Nasr trzykrotnie zdobył mistrzostwo ZEA w 1978, 1979, 1986  oraz trzykrotnie Puchar Prezydenta ZEA w 1985, 1986, 1989 roku.

## Sukcesy
- mistrzostwo ZEA (3): 1978, 1979, 1986.
- Puchar Prezydenta ZEA (3): 1985, 1986, 1989.

## Skład w sezonie 2010/2011
| Nr | Poz. | Piłkarz             |
| -- | ---- | ------------------- |
| 2  | PO   | Masoud Hassan       |
| 3  | OB   | Ismail Mohammed     |
| 4  | OB   | Hilal Sajed         |
| 5  | OB   | Ali Abbas Jasin     |
| 6  | OB   | Talal Ahmed         |
| 7  | PO   | Léo Lima            |
| 8  | PO   | Humaid Abbas        |
| 9  | NA   | Mohamed Malallah    |
| 10 | PO   | Habib Fardan        |
| 11 | NA   | Carlos Tenorio      |
| 12 | PO   | Marwan Mohammed Ali |
| 14 | PO   | Abdallah Ahmed      |
| 15 | PO   | Sajed Mubarak       |
| 16 | OB   | Mohamed Ali Omar    |
| 17 | PO   | Mohammed Ibrahim    |
| 18 | PO   | Habib Fardan        |

| Nr | Poz. | Piłkarz                 |
| -- | ---- | ----------------------- |
| 19 | NA   | Dżamal Ibrahim Hussain  |
| 20 | PO   | Abdallah Mubarak        |
| 21 | NA   | Junis Ahmad Abdualla    |
| 22 | OB   | Mahmud Hassan           |
| 23 | PO   | Amer Mubarak Ghanem     |
|    | PO   | Adnan Ali               |
| 25 | OB   | Mohamed Sabil Obeid     |
| 26 | OB   | Khalid Ibrahim Mohammed |
| 27 | NA   | Léo Lima                |
| 28 | OB   | Fahad Sabil Obeid       |
| 29 | NA   | Hamad Abdullah Ali      |
| 30 | BR   | Ismail Rabee            |
| 32 | PO   | Amer Mubarak            |
| 35 | BR   | Humaid Abdallah         |
| 37 | NA   | Careca                  |
| 50 | BR   | Abdallah Musa           |

## Trenerzy
| - Joel Santana (1991) - Jean-Michel Cavalli (1993-94) - Jean Fernandez (1994-97) - Hagen Reeck (2004) - Frank Pagelsdorf (2004-05) - Eduard Geyer (2005) - Mariano Barreto (2005) - Artur Jorge (2000-01), (2006) - Reiner Hollmann (1999-00), (2006) - Vágner Carmo Mancini (2005), (2007) - Luka Bonačić (2007-09) - Frank Pagelsdorf (2009-10) |